# Maison Hellenius
La Maison Hellenius (en finnois : Helleniuksen talo) est un  l'un des bâtiments historiques de la Place du Sénat dans le quartier de Kruununhaka à Helsinki.

## Description
Construite en 1770 au 24 rue Aleksanterinkatu, elle voisine la maison Burtz.
À l'origine l'immeuble a deux niveaux, puis en 1835 on lui ajoute un niveau et il est transformé en bâtiment de style néoclassique sur les plans de Jean Wiik.